# (21406) Jimyang
(21406) Jimyang (1998 FZ63) – planetoida z pasa głównego asteroid okrążająca Słońce w ciągu 3,58 lat w średniej odległości 2,34 j.a. Odkryta 20 marca 1998 roku.